# Kościół Niepokalanego Serca Najświętszej Maryi Panny w Platerówce
Kościół Niepokalanego Serca Najświętszej Maryi Panny – rzymskokatolicki kościół parafialny należący do parafii pod tym samym wezwaniem (dekanat Leśna diecezji legnickiej).

## Historia i architektura
Pierwsza świątynia jest wzmiankowana w 1346 roku, obecna została zbudowana około 1520 roku, następnie została rozbudowana w latach 1711–13, remontowana była w 1783 roku, i przebudowana została około połowy XIX wieku. 
Budowla jest orientowana, posiada jedną nawę, z prezbiterium na planie prostokąta. Z lewej i prawej strony prezbiterium i nawy są umieszczone piętrowe kaplice i zakrystia, na osi znajduje się wieża na planie kwadratu, w górnej partii jest ośmiokątna i nakryta namiotowym daszkiem. Kościół nakryty jest dachem dwuspadowym, narożniki korpusu, dobudówek i wieży, są zaakcentowane kamiennymi ciosami i powtórnie wmurowanymi detalami kamiennymi, sklepienia kolebkowe są podzielone gurtami podpartymi przyściennymi pilastrami, z trzech stron nawy jest umieszczona drewniana empora. 

## Wyposażenie
We wnętrzu świątyni znajdują się m.in.:
- późnogotycka kamienna rzeźba Madonny pochodząca z XVI wieku,
- kamienna chrzcielnica wykonana w XV wieku,
- późnorenesansowa, drewniana ambona powstała na przełomie XVII i XVIII wieku,
- barokowe ołtarze pochodzące z XVIII wieku,
- klasycystyczny prospekt organowy wykonany w II połowie XIX wieku,
- obrazy olejne i polichromowane rzeźby powstałe w XVIII wieku.

W murach obwodowych znajduje się zespół kamiennych płyt nagrobnych i epitafiów renesansowych i barokowych pochodzących z XVII i XVIII wieku.